# Храм Сергия Радонежского (Ташкент)
Храм Святого Сергия Радонежского — утраченный православный храм в Ташкенте. Разрушен коммунистами в 1932 году.

## История
Построен в 1893—1897 годах на перекрёстке Пушкинской и Асакинской улиц по проекту академика И. И. Шапошникова, Н. Латышева и Л. Киселёва под руководством А. Бурмейстера. Освящён 24 апреля 1897 года. Престольный праздник — 24 апреля 1897 год. Снесён в 1930-е годы.
Храм, построенный из жжёного кирпича, включал большую колокольню. Особенностью этого храма был огромный купол и пять маленьких маковок. Внутренние помещение было богато украшено резной ганчевой лепниной со вставками из сусального золота.
Имелся огромный иконостас. Также в храме было большое количество икон. Было и много церковной утвари. После закрытия храма иконы и имущество храма были переданы в другие храмы.

## Фото

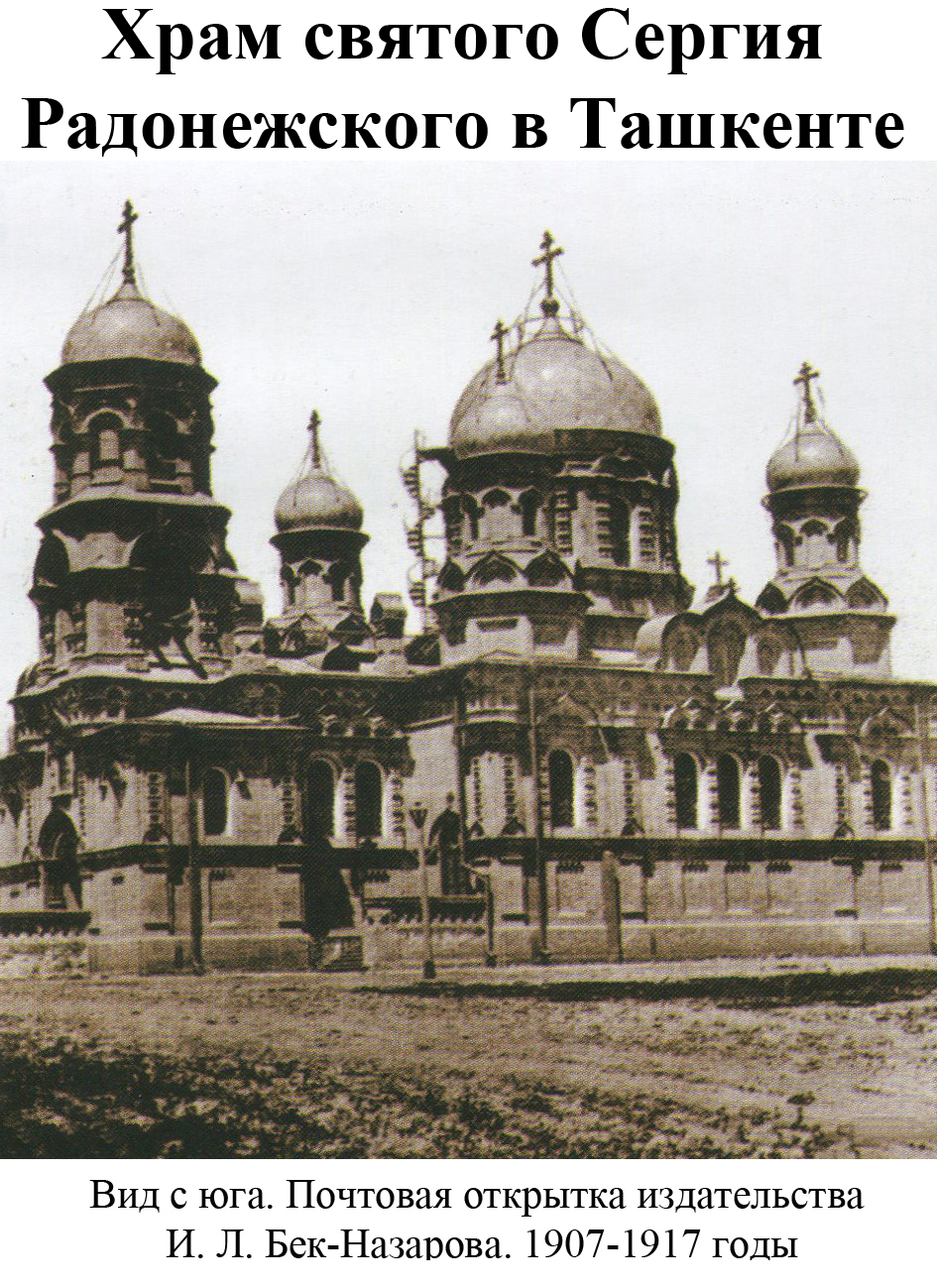
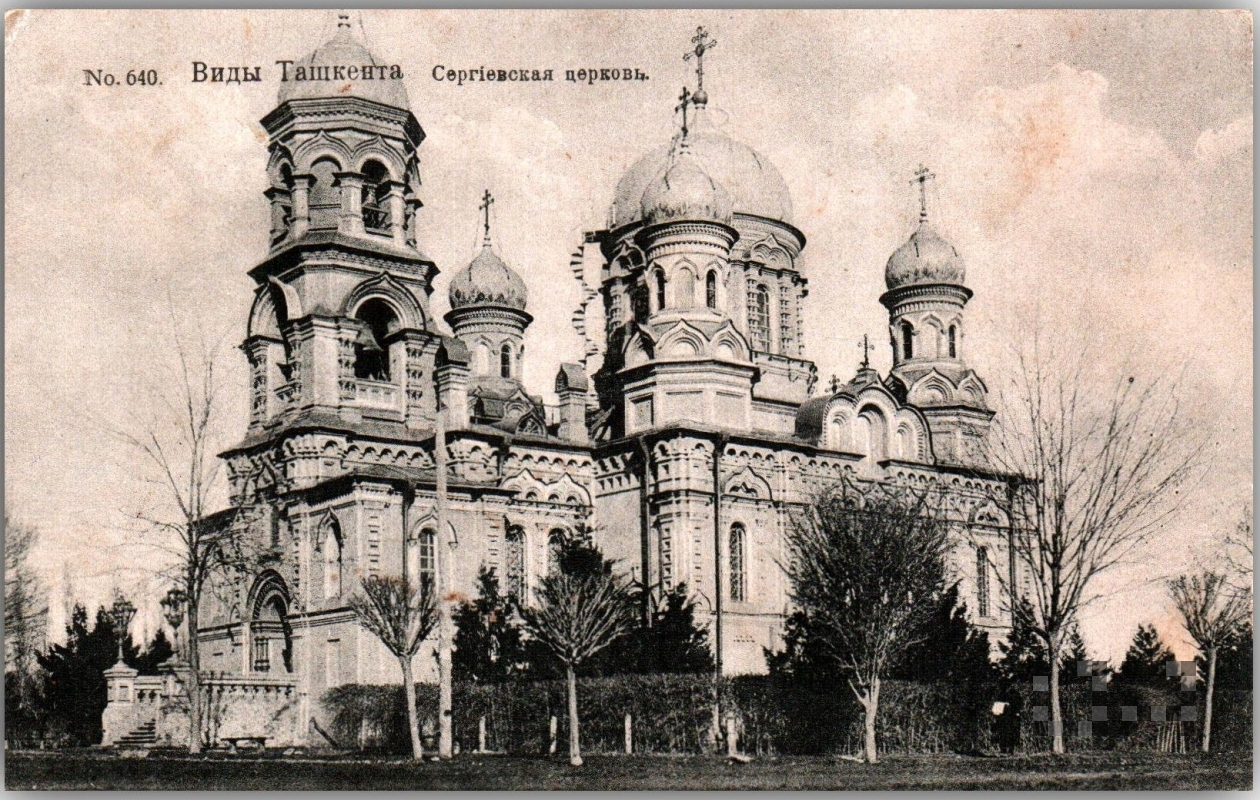
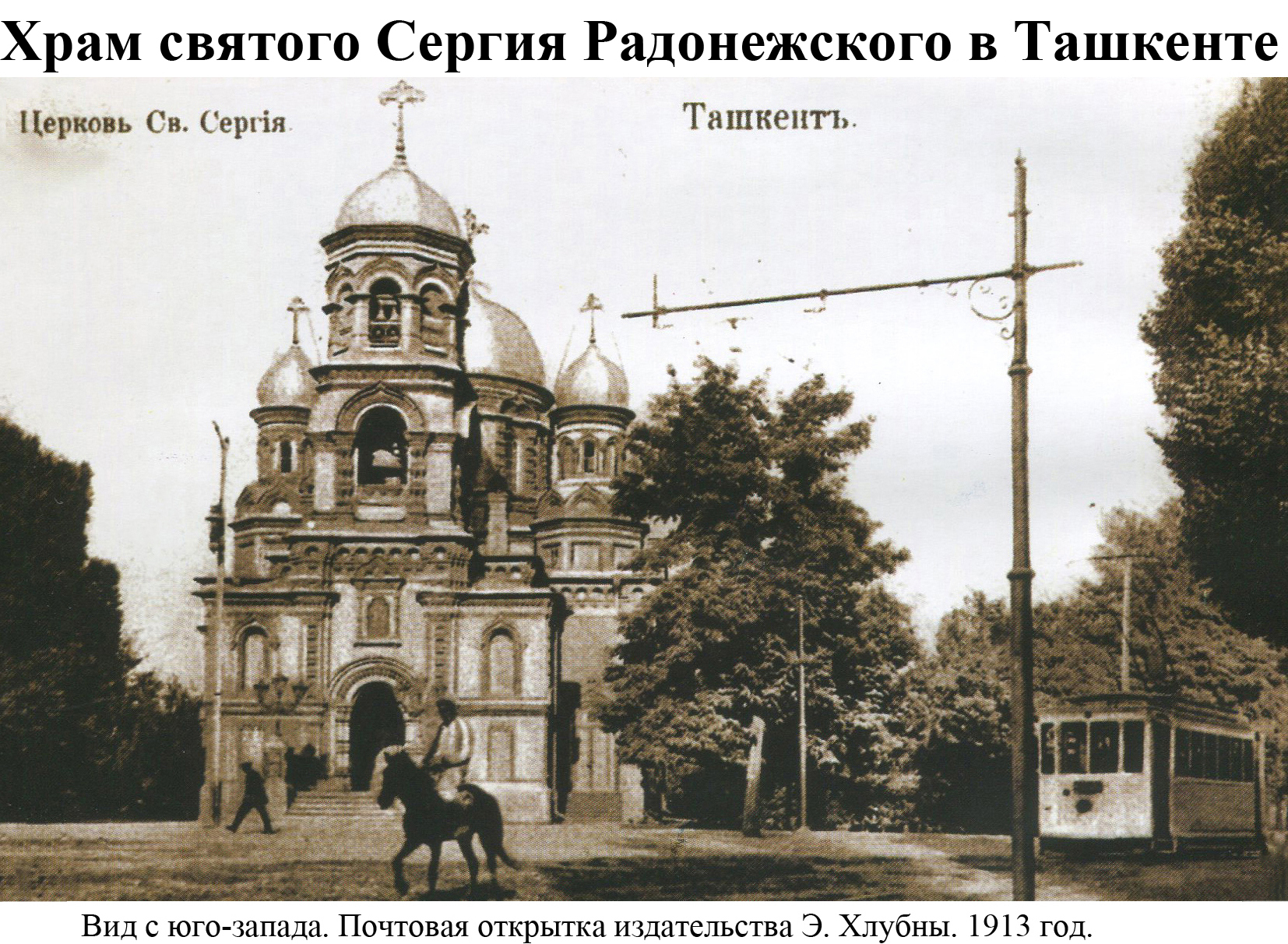
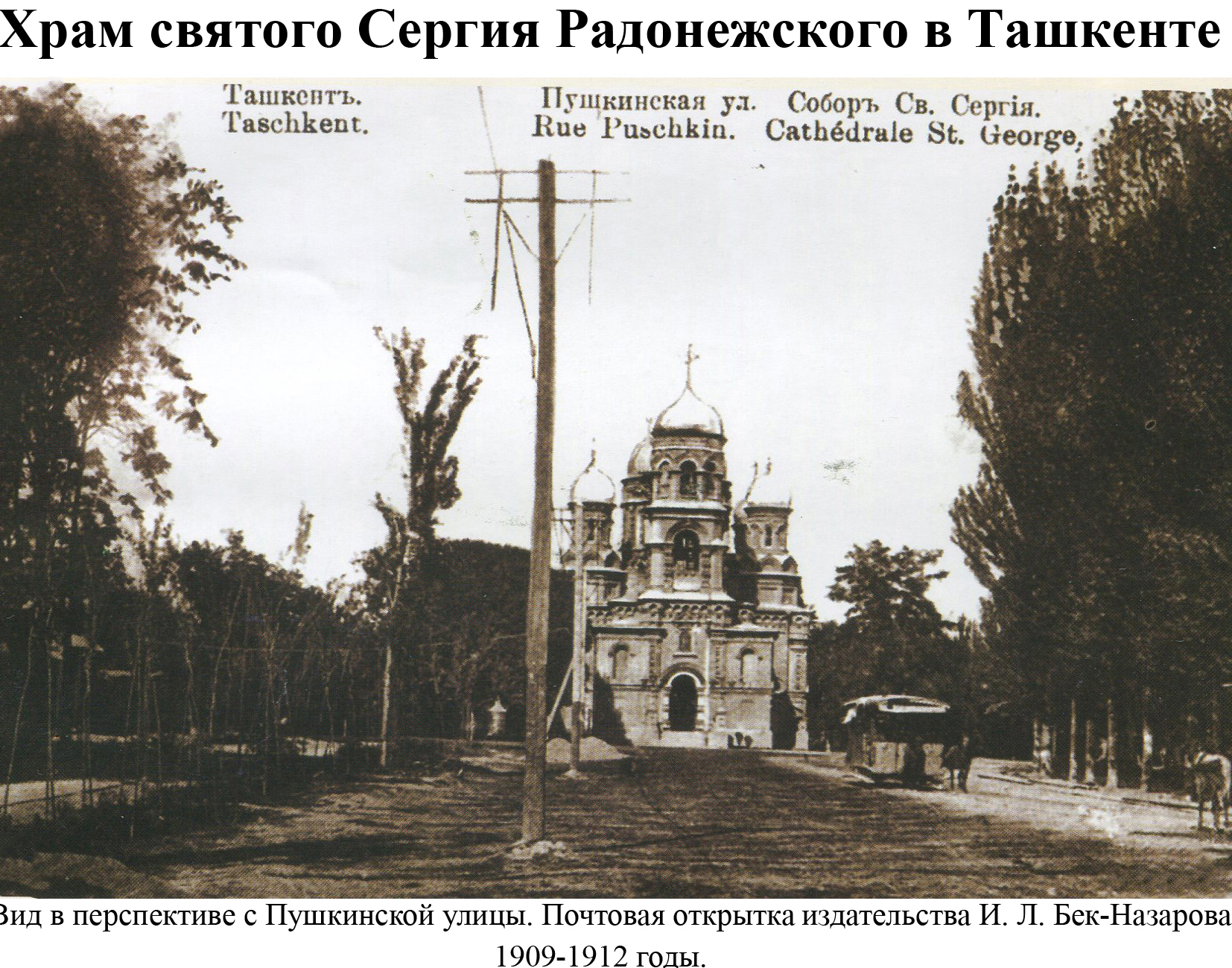
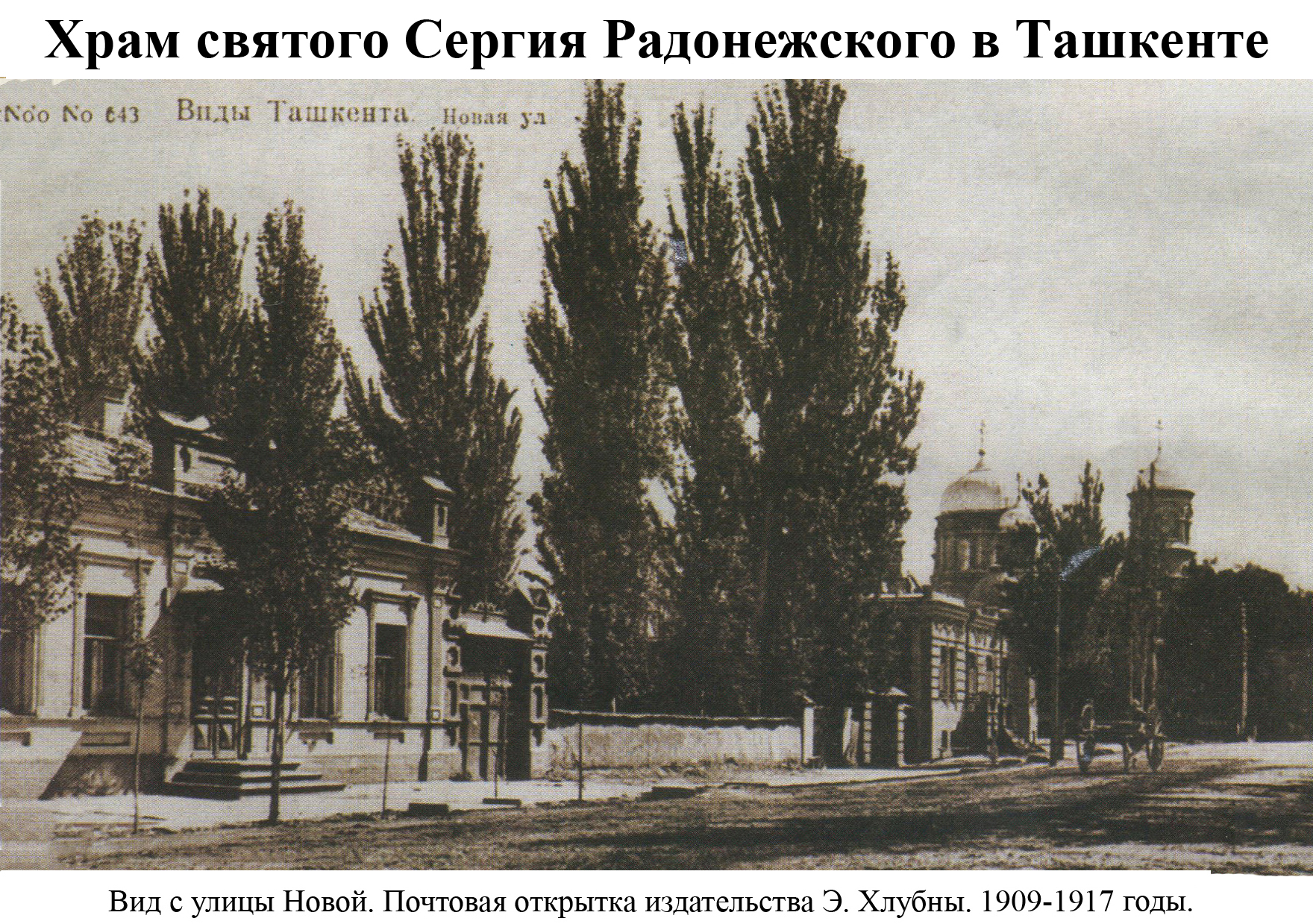
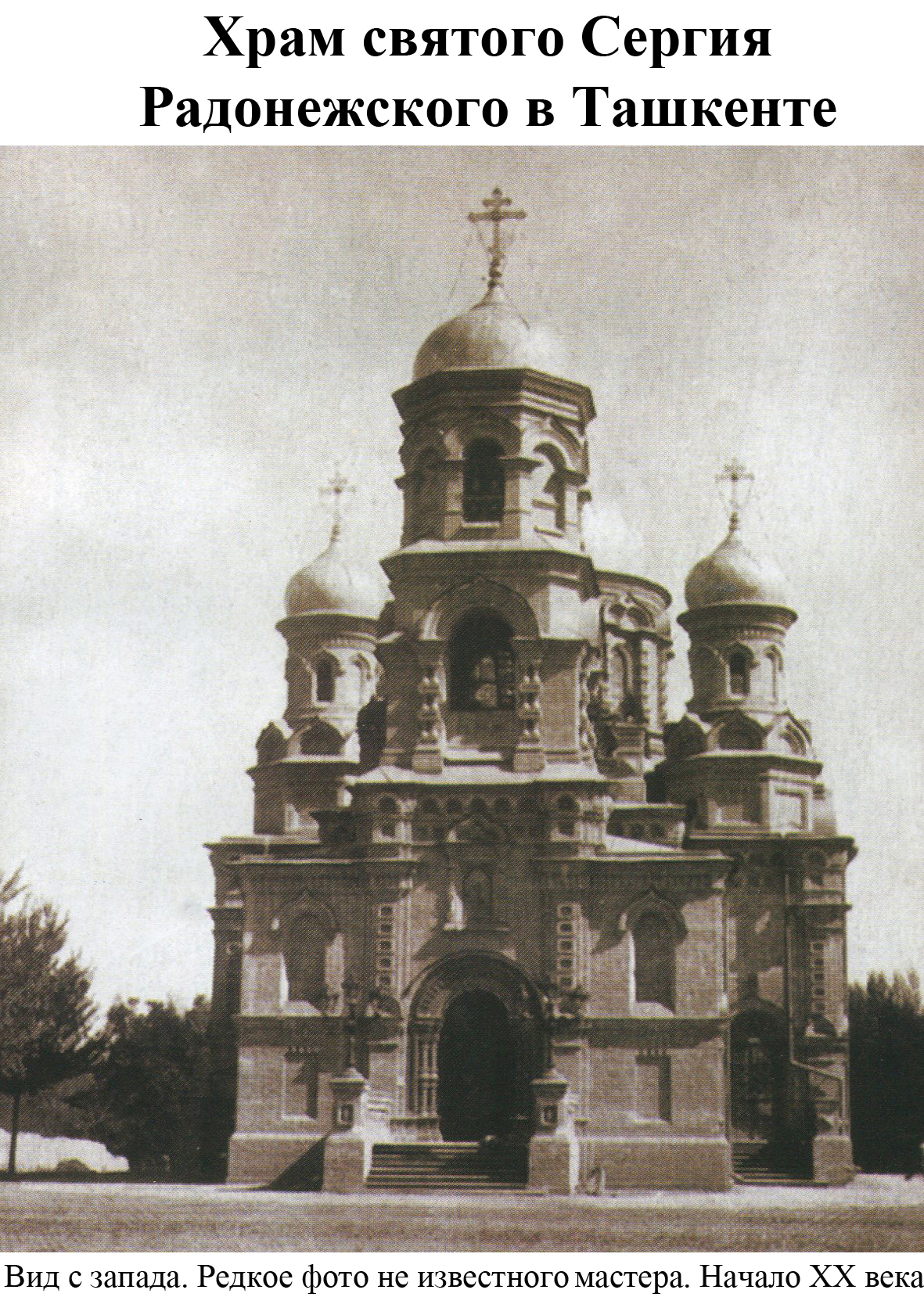